# Nagy T. Katalin
Nagy T. Katalin (Budapest, 1958. május 6.–) Németh Lajos-díjas (2006) magyar művészettörténész, egyetemi tanár.

## Életpályája
Középiskolai tanulmányait a Veres Pálné Gimnáziumban végezte, 1976-ban érettségizett. Felsőfokú tanulmányokat az Eötvös Loránd Tudományegyetem Bölcsészettudományi Karán folytatott művészettörténet-angol szakon (1976-1981). Diplomájának kézhezvétele után a Magyar Nemzeti Galéria Jelenkori Gyűjteményében több mint egy évtizeden keresztül muzeológusként működött (1981-1994), közben mellékállásban a Magyar színház- és Filmművészeti Főiskolán művészettörténetet oktatott tanársegédi beosztásban (1988-1992).
1994 és 2000 közt a Duna Televíziónál dolgozott mint képzőművészeti főszerkesztő. 2000 és 2002 közt galériavezető volt a Dorottya Galériában (Ernst Múzeum). 2002 és 2006 közt szabad szellemi foglalkozású művészeti író, 2006-ban a Nemzeti Kulturális Alaptól alkotói ösztöndíjat nyert a Bohus Zoltán monográfia megírására. 2006 óta az Eszterházy Károly Főiskolán oktat a Rajz- és Vizuális Kommunikáció Tanszéken egyetemi docensi beosztásban.

## Publikációk, filmek (válogatás)
- 1984 • Kondor Béla (oeuvre-katalógus szerkesztése, életmű-kiállítás rendezése Bolgár Kálmánnal közösen), Magyar Nemzeti Galéria • Kondor Béla kiállítások itthon és külföldön (Szombathely, Bécs, Krakkó, Prága, Subotica)
- 1985 • Kós Károly-kiállítás, Cifra Palota, Kecskemét •  A szürrealizmus Magyarországon kiállítás (katalógus-tanulmány), Punkaharju, Finnország,
- 1987 • Torzó [katalógus-előszó, szerkesztés], Miskolci Galéria, Miskolc • Kondor Béla állandó kiállítás (tanulmány), Miskolci Galéria, Miskolc
- 1994-1999 • Duna Televízió • MŰ-TEREM-TÉS, képzőművészeti televíziós havi folyóirat (szerkesztés, rendezés) • Ismeretterjesztő filmek (Piktorok városa – Nagybánya, MS mester, Kastélysors Erdélyben, Építészek háza a Vitträsk-tó partján, 1956 és az emlékmű, Németh Lajos emlékére, A Szépművészeti Múzeum Régi Magyar Képtára stb.)
- Zsemlye Ildikó. Múzeum Galéria 2003. március 9-30.; katalógusszerk. Nagy T. Katalin; JPM, Pécs, 2003 (A Janus Pannonius Múzeum művészeti kiadványai)
- Kaponya Judit; szerk. Nagy T. Katalin; magánkiadás, Bp., 2004
- Csíkszentmihályi Róbert; szerk. Nagy T. Katalin; Csíkszentmihályi Róbert, Szentendre, 2005
- 2004-2005 • Bekezdések, Születésnapi tűnődések, (3-5 perces portré-etűdök kortárs művészekről)
- Szájról szájra. Válogatás az Antal-Lusztig-gyűjteményből; szerk. Nagy T. Katalin; Nagy T. Katalin, Debrecen, 2008
- Kopasz Tamás; HUNGART Vizuális Művészek Közös Jogkezelő Társasága Egyesület, Bp, 2009
- Szurcsik József; szöv. Nagy T. Katalin; Faur Zsófi Galéria, Bp., 2010 (Mai magyar képzőművészet)
- Tóth Menyhért. Válogatás az Antal-Lusztig Gyűjteményből. Vaszary Képtár, Kaposvár, 2010. május 27–augusztus 23.; kurátor, szerk. Nagy T. Katalin; Vaszary Képtár–Művészetek Kincsesháza, Kaposvár, 2010
- Ujházi Péter. Munkák, works, 1966-2010, 1-2.; Városi Képtár–Deák Gyűjtemény, Székesfehérvár, 2011

## Kurátori munkái, kiállítások (válogatás)
- 2000-2002

A Dorottya Galéria
Kalapok és cipellők, A raku, Tól-ig, Csokonai: Dorottya, Válogatás a XX. Miskolci Grafikai Biennále anyagából (Moszkvában is), Ékszer, Karácsonyi kiállítások, Almásy Aladár, Baksai József, Martial Cherrier, Gaál József, Gádor Magda (Szófiában is), Gerber Pál, Jovián György, Korodi János, Kovács Péter, Lévai Nóra, Oláh Jolán, Siflis András, Szurcsik József, Ujházi Péter (a Szófiai Magyar Intézetben is), Zsemlye Ildikó
- 2004

Két csoportos kiállítás szervezése és rendezése Bulgáriában, Szófiában, a magyar kulturális napok keretében [Fürdő-projekt az egykori Törökfürdőben: Csontó Lajos, Huszár Andrea, Lovas Ilona és Zsemlye Ildikó], Kortárs festészeti kiállítás az Idegen Művészetek Múzeumában 36 magyar művész részvételével]
- 2005

Magyar napok az Európai Unió Kulturális Fővárosában, az írországi Corkban (Gaál József és Lugossy Mária kiállítása, rendezés, két önálló angol nyelvű katalógus szerkesztése, tanulmány).
- 2006

Zsemlye Ildikó szobrászművész kiállítása, Magyar Intézet, Helsinki és Tallinn
UP 66 projekt, Ujházi Péter festőművész retrospektív kiállítása öt budapesti galériában – Budapest Galéria, Bartók 32 Galéria, Godot Galéria, Pintér Sonja Galéria, Körmendi Galéria
- 2007

Testbeszéd. Válogatás az Antal-Lusztig-gyűjteményből, MODEM, Debrecen (rendezés, megnyitó)
Nyomkereső, Pintér Sonja Galéria, Budapest
Suhanás. Gádor Magda kiállítása, Bartók 32 Galéria, Budapest
- 2008

Virya, Pintér Sonja Galéria, Budapest
Fazonigazítás című projekt – közel negyven művész meghívásával a Nagyházi Galéria által felajánlott hamisítványok, másolatok, giccsfestmények átalakítása – kiállítás a VAM Design Centerben, majd a kecskeméti Kerámiastúdióban
Szájról szájra. Válogatás az Antal-Lusztig-gyűjteményből, Collegium Hungaricum, Bécs
Gyűjteni művészet. (63 művész 167 alkotásának árverése), Pintér Sonja Galéria, Budapest
- 2009

A Fazonigazítás című projekt folytatása – Dobó István Múzeum, Eger 
- 2010

A Fazonigazítás című projekt folytatása – Herman Ottó Múzeum, Miskolc
- 2011

Fazonigazítás című projekt folytatása – Vaszary Képtár, Kaposvár
Városi kert. Ujházi Péter kerámiái. Museion No.1 Budapest (a kecskeméti Nemzetközi Kerámia Stúdió galériája)

## Díjak, elismerések
- A Szocialista Kultúráért (Kondor Béla oeuvre-katalógusért és életmű-kiállításért), 1984
- A Magyar Művészeti Akadémia díja (Piktorok városa – Nagybánya című filmért), 1998
- Magyar Köztársasági Arany Érdemkereszt (A MŰ-TEREM-TÉS című televíziós folyóirat szerkesztéséért és rendezéséért), 2000
- Németh Lajos-díj (a kortárs magyar művészet területén végzett munkáért), 2006